# دو زن (فیلم ۱۹۴۷)
دو زن (سوئدی: Två kvinnor) فیلمی سوئدی در سبک درام است که در سال ۱۹۴۷ منتشر شد. این فیلم به جشنواره فیلم کن ۱۹۴۷ راه یافت.